# Fusculina
Fusculina är ett släkte av svampar. Fusculina ingår i ordningen Pleosporales, klassen Dothideomycetes, divisionen sporsäcksvampar och riket svampar.
|           | Pleomassariaceae                      |
|           |                                       |
|           | Naetrocymbaceae                       |
|           |                                       |
|           | Dacampiaceae                          |
|           |                                       |
|           | Arthopyreniaceae                      |
|           |                                       |
|           | Aigialaceae                           |
|           |                                       |
|           | Amniculicolaceae                      |
|           |                                       |
|           | Corynesporascaceae                    |
|           |                                       |
|           | Cucurbitariaceae                      |
|           |                                       |
|           | Delitschiaceae                        |
|           |                                       |
|           | Diademaceae                           |
|           |                                       |
|           | Didymosphaeriaceae                    |
|           |                                       |
|           | Dothidotthiaceae                      |
|           |                                       |
|           | Fenestellaceae                        |
|           |                                       |
|           | Leptosphaeriaceae                     |
|           |                                       |
|           | Lindgomycetaceae                      |
|           |                                       |
|           | Lophiostomataceae                     |
|           |                                       |
|           | Massarinaceae                         |
|           |                                       |
|           | Melanommataceae                       |
|           |                                       |
|           | Montagnulaceae                        |
|           |                                       |
|           | Morosphaeriaceae                      |
|           |                                       |
|           | Mytilinidiaceae                       |
|           |                                       |
|           | Parodiellaceae                        |
|           |                                       |
|           | Phaeosphaeriaceae                     |
|           |                                       |
|           | Phaeotrichaceae                       |
|           |                                       |
|           | Pleosporaceae                         |
|           |                                       |
|           | Sporormiaceae                         |
|           |                                       |
|           | Testudinaceae                         |
|           |                                       |
|           | Tetraplosphaeriaceae                  |
|           |                                       |
|           | Tubeufiaceae                          |
|           |                                       |
|           | Venturiaceae                          |
|           |                                       |
|           | Zopfiaceae                            |
|           |                                       |
|           | Phoma                                 |
|           |                                       |
|           | Speira                                |
|           |                                       |
|           | Centrospora                           |
|           |                                       |
|           | Mycocentrospora                       |
|           |                                       |
|           | Pyrenochaeta                          |
|           |                                       |
|           | Stagonosporopsis                      |
|           |                                       |
|           | Ascochyta                             |
|           |                                       |
|           | Anguillospora                         |
|           |                                       |
|           | Sporidesmium                          |
|           |                                       |
|           | Ascochytula                           |
|           |                                       |
|           | Ascochytella                          |
|           |                                       |
|           | Sporocybe                             |
|           |                                       |
|           | Periconia                             |
|           |                                       |
|           | Berkleasmium                          |
|           |                                       |
|           | Didymella                             |
|           |                                       |
|           | Herpotrichia                          |
|           |                                       |
|           | Dictyosporium                         |
|           |                                       |
| Fusculina | \| \| Fusculina eucalypti \| \| \| \| |
|           | \| \| Fusculina eucalypti \| \| \| \| |
|           | Briansuttonia                         |
|           |                                       |
|           | Leptosphaerulina                      |
|           |                                       |
|           | Elegantimyces                         |
|           |                                       |
|           | Phaeostagonospora                     |
|           |                                       |
|           | Massariosphaeria                      |
|           |                                       |
|           | Extrusothecium                        |
|           |                                       |
|           | Ascoronospora                         |
|           |                                       |
|           | Hyalobelemnospora                     |
|           |                                       |
|           | Immotthia                             |
|           |                                       |
|           | Helicascus                            |
|           |                                       |
|           | Dactuliophora                         |
|           |                                       |
|           | Clavariopsis                          |
|           |                                       |
|           | Subbaromyces                          |
|           |                                       |
|           | Pseudochaetosphaeronema               |
|           |                                       |
|           | Coronospora                           |
|           |                                       |
|           | Protocucurbitaria                     |
|           |                                       |
|           | Pseudotrichia                         |
|           |                                       |
|           | Trematosphaeriopsis                   |
|           |                                       |
|           | Passerinula                           |
|           |                                       |
|           | Metameris                             |
|           |                                       |
|           | Neopeckia                             |
|           |                                       |
|           | Cheiromoniliophora                    |
|           |                                       |
|           | Digitodesmium                         |
|           |                                       |
|           | Boeremia                              |
|           |                                       |
|           | Amarenomyces                          |
|           |                                       |
|           | Setomelanomma                         |
|           |                                       |
|           | Didymocrea                            |
|           |                                       |
|           | Wettsteinina                          |
|           |                                       |
|           | Letendraea                            |
|           |                                       |
|           | Rhopographus                          |
|           |                                       |
|           | Shiraia                               |
|           |                                       |
|           | Farlowiella                           |
|           |                                       |
|           | Paraliomyces                          |
|           |                                       |
|           | Macroventuria                         |
|           |                                       |
|           | Neophaeosphaeria                      |
|           |                                       |
|           | Pseudodidymella                       |
|           |                                       |
|           | Mycodidymella                         |
|           |                                       |
|           | Ochrocladosporium                     |
|           |                                       |
|           | Cheirosporium                         |
|           |                                       |
|           | Margaretbarromyces                    |
|           |                                       |
|           | Versicolorisporium                    |
|           |                                       |
|           | Monoblastiopsis                       |
|           |                                       |
|           | Ocala                                 |
|           |                                       |
|           | Lentithecium                          |
|           |                                       |
|           | Tingoldiago                           |
|           |                                       |
|           | Wicklowia                             |
|           |                                       |
|           | Aquaticheirospora                     |
|           |                                       |
|           | Ascorhombispora                       |
|           |                                       |
|           | Fusculina eucalypti                   |
|           |                                       |

|  | Fusculina eucalypti |
|  |                     |